# Liêu Trung
Liêu Trung (tiếng Trung: (辽中区, Hán Việt: Liêu Trung khu) Là một quận của thành phố Thẩm Dương (沈阳市), tỉnh Liêu Ninh, Cộng hòa Nhân dân Trung Hoa. Liêu Trung nằm ở trung bộ của Thẩm Dượng. Quận này có diện tích 1670 km2, dân số 530.000 người, mã số bưu chính 110200. Quận lỵ đóng tại trấn Liêu Trung. Quận Liêu Trung 12 trấn và 6 hương.